# ABC Robin
L'ABC Robin est un avion monoplan monoplace léger dessiné en 1929 par A.A.Fletcher, dans le but de proposer aux pilotes privés un avion économique offrant le confort d’une automobile. Il s'agit d'un monoplan à aile haute contreventée, de structure bilongeron en bois avec revêtement entoilé, facilement repliable pour faciliter le rangement de l’appareil. Entièrement en bois, le fuselage dispose d’un poste de pilotage entièrement fermé, un luxe à l’époque. Classique, le train d’atterrissage est assez court pour que l’on puisse pénétrer dans la cabine sans escalier par une porte située à droite. Empennages classiques en bois, revêtement entoilé. Monoplace et arrivé au moment de la Grande Dépression, l’ABC Robin n'est construit qu’à un unique exemplaire [G-AAID]. C'est aussi le seul avion construit par ABC Motors, plus connu pour ses moteurs.